# 9009 Tirso
9009 Tirso este un asteroid din centura principală, descoperit pe 23 aprilie 1984, de Vincenzo Zappalà.